# كوفيكون
كوفيكون أو مهرجان كوفيكون (بالإنكليزية:CoffeeCon) هو مهرجان لعشاق القهوة. يتنقل المهرجان بين مدن البن الكبرى في الولايات المتحدة. وقد تم إنشاؤه بواسطة المؤلف وصانع القهوة كيفن سينوت، الذي كتب كتاب (فن وحرفة القهوة) والذي أنتج فيديو عن كيفية صنع القهوة بعنوان (أسرار تخمير القهوة).

## التاريخ
أثناء العمل في مشاريع متخصصة، لاحظ سينوت العديد من أحداث القهوة التجارية بين الشركات مثل جمعية القهوة المتخصصة في أمريكا ورابطة القهوة الوطنية. بينما كانت بعض المقاهي المحلية تعقد ندوات حول التخمير، لم تكن هناك ببساطة مهرجانات واسعة النطاق مخصصة لمستهلكي القهوة فقط. قرر تحويل كتابه والفيديو الخاص به إلى حدث مباشر. لقد أنشأ كوفيكون كمكان حيث يمكن لعشاق القهوة تذوق عينات من محمصات القهوة الإقليمية جنبًا إلى جنب، والتعرف على القهوة من خبراء القهوة الوطنيين والمحليين وحضور دروس موضوعية حول كل طريقة تخمير تقريبًا. يستضيف الحدث ويطلق عليه لقاء قهوة.
عُقد أول مؤتمر لتنظيم مهرجان كوفيكون في 25 فبراير 2012، وبدأ بمنحة الترخيص من هيئة السياحة المحلية في وارينفيل، إلينوي. حيث اجتذبت أكثر من 1000 مستهلك. أقيم الحدث الثاني في 4 مايو 2013، مرة أخرى، في وارينفيل، إلينوي في عام 2014، قرر سينوت أن الوقت قد حان لأخذ العرض على منعطف أكبر وجعله متنقلاً. فكانت محطته الأولى شيكاغو في 12 أبريل 2014، في مركز زهو بي للفنون. أراد إضافة عناصر فنية لتعزيز نكهة المقهى للحدث بالإضافة إلى لوحة طاولة مستديرة للكاتب لمناقشة موضوع الكتابة الإعلامية الجديدة. المحطة التالية كانت سان فرانسيسكو في 26 يوليو 2014، في تيرا جالوري.
تم عقد كوفيكون لوس أنجلوس في 8 نوفمبر 2014، في ماك سينيت ستوديو في سيلفر ليك. كان ماك سينيت مخرجًا سينمائيًا صامتًا وأنتج كايستون كوبس KeyStone Cops. صرح كيفن سينوت «كان الأمر أشبه بالعودة إلى الوطن». أعتقد أن ماك سيفخر بوجود سينوت آخر في العمل في الاستوديو الخاص به. استشهدت كوفيكون بعلاقة ماك سينيت ستوديو التاريخية مع مؤسس كوفيكون.
تم عقد كوفيكون نيويورك في 7 مارس 2015.
حدث كوفيكون شيكاغو في 25 يوليو 2015.
في 27-28 كانون الثاني (يناير) 2017، عقدت كوفيكون أول مؤتمر متعدد الأيام على الإطلاق. أقيم الحدث في سياتل سنتر أرموري، في سياتل، واشنطن.
| الحدث                        | التاريخ           | المكان                                     | الحضور التقريبي |
| ---------------------------- | ----------------- | ------------------------------------------ | --------------- |
| كوفيكون 2012                 | 25 فبراير 2012    | وارينفيل (إلينوي)                          | 1,000+          |
| كوفيكون 2013                 | 4 مايو 2013       | وارينفيل (إلينوي)                          | 2,000 مشارك     |
| كوفيكون شيكاغو 2014          | 12 أبريل 2014     | Zhou B Art Center ‏ شيكاغو                  |                 |
| "كوفيكون سان فرانسيسكو 2014" | 26 يوليو 2014     | تيرا غالوريز سان فرانسيسكو                 | 700+            |
| كوفيكون لوس انجلوس 2014      | 8 نوفمبر 2014     | ماك سينيت ستوديو سيلفر ليك (لوس أنجلوس)    |                 |
| كوفيكون نيويورك 2015         | 7 مارس 2015       | قاعة برود ستريت نيويورك                    |                 |
| كوفيكون شيكاغو 2015          | 25 يوليو 2015     | مورجان للتصنيع شيكاغو                      |                 |
| كوفيكون لوس انجلوس 2016      | 30 يناير 2016     | ماجيك بوكس لوس أنجلوس آت ذا ريف لوس انجلوس |                 |
| كوفيكون نيويورك 2016         | 4 يونيو 2016      | مدينة الصناعة بروكلين                      | 1,000+          |
| كوفيكون سياتل 2017           | 27–28 يناير 2017  | مركز الأسلحة في سياتل سياتيل               |                 |
| كوفيكون لوس انجلوس 2017      | 25–26 فبراير 2017 | ماجيك بوكس لوس أنجلوس آت ذا ريف لوس انجلوس |                 |
| "كوفيكون شيكاغو 2017"        | 7-8 أكتوبر 2017   | ريفيل الفضاء شيكاغو                        |                 |

## ميزات الاتفاقية
يقوم جورج هاول وكينيث دافيدز بتدريس حلقة دراسية خاصة بالمذاق مثل الخبراء لتعليم المستهلكين مفردات تذوق القهوة وتدريب ذوق الحضور. إن مزارعي القهوة مدعوون للتدريس حول استدامة القهوة. تشمل الفصول الشعبية الطحن والماء وطرق الصب اليدوي والقهوة التركية. مصممو القهوة مثل آلان أدلر مخترع AeroPress وجو بيم مخترع آلة صنع القهوة برازن ينظمون دروسًا حول كيفية استخدام آلات صنع القهوة الخاصة بهم. يتم توفير مساحة لهواة التحميص المنزلي لتقديم عروض تحميص. كانت لوحة مستقبل القهوة سابقة جديدة في كوفيكون عام 2014 سان فرانسيسكو وهي حاضرة في كل كوفيكون.